# Mensignac
Mensignac település Franciaországban, Dordogne megyében. Lakosainak száma 1520 fő (2022. január 1.). Mensignac Lisle, Annesse-et-Beaulieu, Bussac, La Chapelle-Gonaguet, Léguillac-de-l’Auche, Saint-Aquilin és Tocane-Saint-Apre községekkel határos.

## Népesség
A település népességének változása:
| Lakosok száma | 762  | 1034 | 1127 | 1298 | 1513 | 1534 | 1521 | 1524 | 1520 | 1520 |
|               | 1968 | 1982 | 1990 | 2006 | 2013 | 2015 | 2017 | 2019 | 2020 | 2022 |